# Franciszek Kristinus
Franciszek Józef Ferdynand Kristinus (ur. 5 marca 1878 w Jabłonkowie) – pułkownik piechoty Wojska Polskiego.

## Życiorys
Franciszek Kristinus urodził się 5 marca 1878 w Jabłonkowie. W piechocie C. K. Armii został mianowany kadetem z dniem 1 września 1898, następnie awansowany na podporucznika z dniem 1 listopada 1899, oraz na porucznika z dniem 1 maja 1905. Był przydzielony do 1 pułku piechoty w Opawie, jako kadet pełniąc funkcję zastępcy oficera, potem jako oficer od około 1903 do około 1906 był adiutantem batalionu, a od około 1909 do około 1911 figurował jeszcze w ewidencji tej jednostki jako oficer z przyznanym zaopatrzeniem. W trakcie I wojny światowej otrzymał awans na kapitana piechoty w rezerwie z dniem 1 listopada 1914. Podczas wojny nadal posiadał przydział do pułku piechoty nr 1.
Po zakończeniu wojny został przyjęty do Wojska Polskiego. W stopniu podpułkownika od sierpnia lub października 1921 był dowódcą 64 pułku piechoty. W tym czasie został awansowany na pułkownika piechoty z dniem 1 czerwca 1919. Od sierpnia 1926 dowódcą piechoty dywizyjnej w 13 Dywizji Piechoty. Od 31 marca 1927 był członkiem Oficerskiego Trybunału Orzekającego. W 1928 został przeniesiony w stan spoczynku. W 1934 jako emerytowany pułkownik był przydzielony do Oficerskiej Kadry Okręgowej nr V jako oficer przewidziany do użycia w czasie wojny i pozostawał wówczas w ewidencji Powiatowej Komendy Uzupełnień Bielsko. Zmarł w 1938.

## Odznaczenia
austro-węgierskie
- Krzyż Zasługi Wojskowej 3 klasy z dekoracją wojenną (przed 1916)[19] i z mieczami (przed 1918)[21]
- Brązowy Medal Zasługi Wojskowej na wstążce Krzyża Zasługi Wojskowej (przed 1916)[19][20] i z mieczami (przed 1918)[21]
- Brązowy Medal Zasługi Wojskowej na czerwonej wstążce (przed 1904)[11][20]
- Brązowy Medal Jubileuszowy Pamiątkowy dla Sił Zbrojnych i Żandarmerii (przed 1900)[7]
- Krzyż Jubileuszowy dla Cywilnych Funkcjonariuszów Państwowych (przed 1909)[16]